# Wojciech Jan Zboiński
Wojciech (Albert) Jan Zboiński herbu Ogończyk (zm. w 1703 roku)  – podkomorzy dobrzyński w latach 1690–1702, podczaszy dobrzyński w latach 1678–1702, miecznik dobrzyński w latach 1676–1677, starosta lipnowski od 1690 roku.
Był synem Jakuba, żonaty z Teresą z Ubyszów. 
Marszałek sejmiku dobrzyńskiego 15 października 1668 roku w Bobrownikach. Dziewięciokrotny poseł na sejmy latach 1669–1702. Poseł sejmiku dobrzyńskiego na sejm 1678/1679 roku, sejm 1690 roku. Poseł sejmiku ziemi dobrzyńskiej i województwa chełmińskiego na sejm konwokacyjny 1696 roku. Po zerwanym sejmie konwokacyjnym 1696 roku przystąpił 28 września 1696 roku do konfederacji generalnej. Deputat ziemi dobrzyńskiej do rady stanu rycerskiego rokoszu łowickiego w 1697 roku. W 1697 roku był elektorem Augusta II Mocnego z ziemi dobrzyńskiej. Poseł na sejm 1701 roku i sejm z limity 1701-1702 roku z ziemi dobrzyńskiej. 
Był właścicielem Osówki, którą odziedziczył po ojcu. W 1685 roku wszedł posiadanie domeny kikolskiej: działu Orłowskich z Lubinem, Lubinkiem z Konotopiem i królewszczyznami. 